# Therese Johaug
Therese Johaug (født 25. juni 1988 i Røros) er en norsk skiløper, der konkurrerer i langrend.
Hun deltog i to olympiske vinterlege. I Vancouver 2010 blev hun nummer syv på 30 km og nummer seks på 15 km skiatlon, mens hun var med på det norske kvindehold i 4×5 km stafet, hvor hun sammen med Vibeke Skofterud, Kristin Størmer Steira og Marit Bjørgen vandt guld.
Ved vinter-OL 2014 i Sotji vandt hun bronze på 10 km efter polakken Justyna Kowalczyk og svenskeren Charlotte Kalla, mens hun på 30 km vandt sølv i en ren norsk medaljetriumf, hvor Bjørgen vandt guld og Steira vandt bronze. Hun blev desuden nummer fire i 15 km skiatlon, mens hun var med på det norske hold, der endte på en skuffende femteplads i 4×5 km stafet.
Hun har vundet i alt nitten medaljer ved VM i nordiske discipliner mellem 2007 og 2021.
I februar 2017 testede hun positivt for et steroid i en antidopingtest og blev suspenderet i 18 måneder, hvorved hun ikke kom med til vinter-OL 2018 i Pyeongchang.
Ved Vinter-OL 2022 i Beijing blev hun igen olympisk mester i konkurrencerne; 15 kilometer skiathlon og 10 kilometer klassisk.